# Matthias Schreir
Pour les articles homonymes, voir Schreier.
Matthias Schreir est un pilote  de rallyes suisse de l'écurie SAR (Suisse Alpine-Renault), qui remporta le second Championnat de Suisse des rallyes, organisé en 1974.
Il fut vainqueur du Rallye du Vin (aujourd'hui Rallye international du Valais), et second du rallye 333 (mais également 3e des rallyes de Lugano et de Court, pour quatre épreuves en tout alors proposées durant la saison aux pilotes).
Durant cette année 1974, son copilote sur l'Alpine-Renault A110 1600S était son compatriote Max Graf (1940-2007), de Sirnach, instituteur à Bächli/Hemberg. Celui-ci avait couru auparavant sur MG pour le MG Car Club, avec Hans Vetsch comme copilote.